# Ingrid Krämer-Gulbin

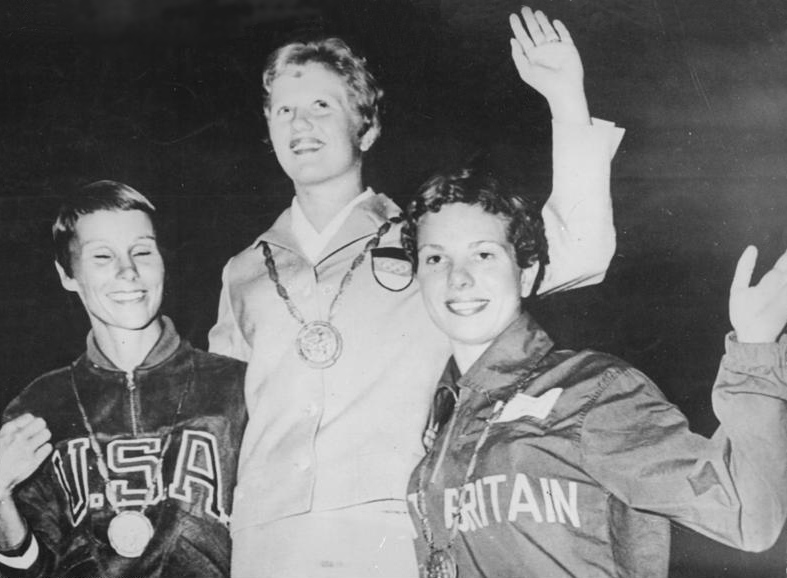
Ingrid Krämer (Mitte) bei der Siegerehrung im Kunstspringen 1960 in Rom

Ingrid Krämer-Gulbin (* 29. Juli 1943 als Ingrid Krämer in Dresden) ist eine ehemalige DDR-Wasserspringerin, die für die gesamtdeutsche Mannschaft bei den Olympischen Sommerspielen 1960 und 1964 drei Goldmedaillen und eine Silbermedaille gewann.

## Sportliche Karriere
Ingrid Krämer begann im Alter von 12 Jahren mit dem leistungssportlichen Training. 1958 wurde sie mit 15 Jahren DDR-Meisterin vom 3-m-Brett. Sie trainierte beim Sportclub Einheit Dresden unter Eveline Sibinski. Später startete sie für den Sportclub Empor Rostock.

### Olympische Sommerspiele 1960
Unter ihrem Geburtsnamen Ingrid Krämer gelang ihr als 17-Jähriger bei den Olympischen Sommerspielen 1960 in Rom der Sieg in beiden Wettbewerben im Wasserspringen – vom 3-m-Brett und vom 10-m-Turm. Damit durchbrach sie die Siegesserie der USA-Springerinnen, die bis dahin alle Olympiasiege seit 1924 geholt hatten. Die USA-Springerinnen hatten bis dahin 40 von 51 möglichen Medaillen im olympischen Wasserspringen gewonnen.
Ein olympischer Doppelsieg ist nach Ingrid Krämer erst 36 Jahre später wieder der Chinesin Fu Mingxia bei den Olympischen Sommerspielen 1996 in Atlanta gelungen. Bei der Schlussfeier trug sie die Fahne (schwarz-rot-gold mit olympischen Ringen) der gesamtdeutschen Olympiamannschaft, in der die besten Athleten der damals getrennten beiden deutschen Staaten vertreten waren. Nach ihrem Olympiaerfolg wurde sie nicht nur in der DDR, sondern auch in der Bundesrepublik zur Sportlerin des Jahres gewählt, was vor und nach ihr keiner Sportlerin und keinem Sportler gelang. Nach ihrem Erfolg erhielt sie die außergewöhnliche Genehmigung, im Einzelunterricht das Abitur nachzuholen.

### Europameisterschaften 1962
Ingrid Krämer siegte bei den Schwimmeuropameisterschaften 1962 in Leipzig sowohl vom 3-m-Brett als auch vom 10-m-Turm. Während sie vom 3-m-Brett mit Christiane Lanzke einen Doppelsieg für die DDR erreichte, belegte vom 10-m-Turm Ninel Krutowa aus der Sowjetunion den zweiten Platz.

### Olympische Sommerspiele 1964

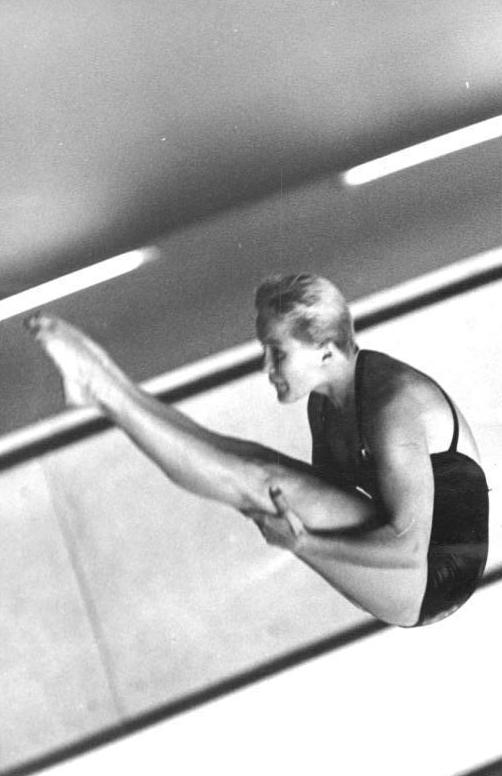
Krämer bei den Olympiaausscheidungen 1964 in Köln

An den Olympischen Sommerspielen 1964 in Tokio nahm sie nach ihrer Eheschließung (und Umzug nach Rostock) unter dem Namen Ingrid Engel-Krämer teil. Diesmal trug sie die Fahne der gemeinsamen deutschen Mannschaft während der Eröffnungsfeier in Japan und war damit die erste deutsche Frau, der diese Ehre zuteilwurde. Sie startete in beiden Disziplinen des Wasserspringens und gewann die Goldmedaille vom 3-m-Brett und die Silbermedaille vom 10-m-Turm.

### Weitere Lebensstationen
Wegen schon zuvor häufig aufgetretener Verletzungen sprang sie nach den Olympischen Spielen 1964 nie wieder vom 10-m-Turm, sondern nur noch vom 3-m-Brett.
Nach der Geburt ihrer ersten Tochter 1966 wurde sie 1967 Siegerin im Wasserspringen beim Europapokal in Helsinki.
Die Vorbereitung auf die Olympischen Sommerspiele 1968 wurde durch eine monatelange Gelbsucht unterbrochen. Sie erreichte den fünften Platz.
Nach ihrer Sportlerlaufbahn wurde sie Diplom-Sportlehrerin und arbeitete in Halle (Saale) als Trainerin für Wasserspringer. Sie trainierte u. a. die international erfolgreichen Springerinnen Martina Jäschke und Beate Jahn. Wegen eines Wirbelsäulenleidens war sie vorübergehend Sportfunktionärin. Später entdeckte sie, wieder als Trainerin, im Kindergarten das Talent des späteren Olympiamedaillengewinners Jan Hempel und betreute die erfolgreichen Wasserspringer Michael Kühne, Heiko Meyer und Annett Gamm.
Nach der Wende verlor sie ihre Trainerstelle und arbeitete als Bankangestellte.

## Weitere Ehrungen

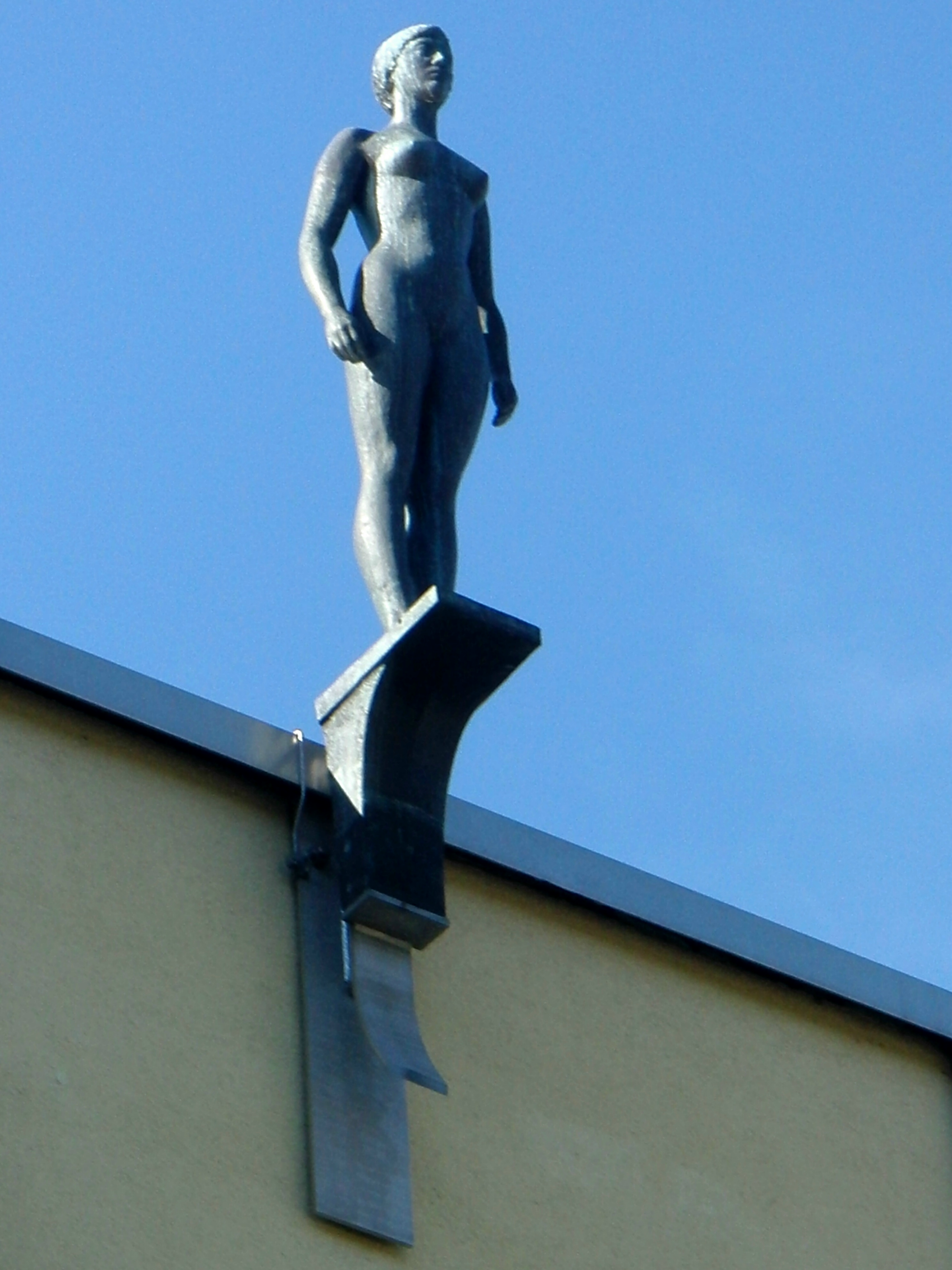
Bronzefigur Turmspringerin bzw. Ingrid Krämer an der Schwimmhalle Freiberger Platz in Dresden

Ingrid Krämer-Gulbin wurde nach 1960 auch 1962, 1963 und 1964 DDR-Sportlerin des Jahres. Der Bildhauer Hans Steger schuf ein Bronzedenkmal von ihr, das später auf dem Dach der Springerhalle am Freiberger Platz in Dresden seinen Platz fand. Im Jahr 1975 wurde sie in die Ruhmeshalle des internationalen Schwimmsports aufgenommen. 1960 und 1962 erhielt sie den Vaterländischen Verdienstorden in Silber und 1964 in Gold.
2011 wurde sie in die Hall of Fame des deutschen Sports aufgenommen.
In der Tageszeitung Dresdner Neueste Nachrichten wurde sie im Jahre 2000 zu einer der „100 Dresdner des 20. Jahrhunderts“ gewählt.

## Privates
1963 heiratete Ingrid Krämer den Gewichtheber Hein Engel; bis zu ihrer Scheidung im Jahre 1965 trug sie den Namen Engel-Krämer. Drei Monate nach ihrer Scheidung heiratete sie 1965 Helmut Gulbin und nahm den Namen Krämer-Gulbin an.